# Emilczyn
Emilczyn (ukr. Ємільчине, Jemilczyne) – osiedle typu miejskiego w obwodzie żytomierskim Ukrainy, siedziba władz rejonu emilczyńskiego.
Pierwsza wzmianka o miejscowości pochodzi z 1585 roku, status osiedla typu miejskiego posiada od 1919.
Urodził się tu Mieczysław Malinowski, oficer Wojska Polskiego, dowódca pociągu pancernego nr 53 „Śmiały”, zastępca dowódcy 1 Pułku w I Dywizji Pancernej, odznaczony Srebrnym Krzyżem Orderu Virtuti Militari.